# Molenwaard
Molenwaard war eine Gemeinde in der niederländischen Provinz Südholland, die am 1. Januar 2013 aus dem Zusammenschluss der Gemeinden Graafstroom, Liesveld und Nieuw-Lekkerland entstanden war und zum 1. Januar 2019 mit Giessenlanden zur neuen Gemeinde Molenlanden fusionierte.

## Politik

### Fusion
Molenwaard wurde zum 1. Januar 2019 mit Giessenlanden zur neuen Gemeinde Molenlanden zusammengeschlossen.

### Sitzverteilung im Gemeinderat
Die Kommunalwahlen vom 21. November 2012 ergaben folgende Sitzverteilung:
| Partei                      | Sitze |
| Partei                      | 2012  |
| --------------------------- | ----- |
| SGP                         | 5     |
| CDA                         | 5     |
| ChristenUnie                | 4     |
| PvdA                        | 3     |
| Gemeentebelangen Molenwaard | 2     |
| VVD                         | 2     |
| Gesamt                      |       |

Aufgrund der Fusion zum 1. Januar 2019 fanden die Wahlen für den Rat der neuen Gemeinde Molenlanden am 21. November 2018 statt.

### Bürgermeister
Von der Gemeindegründung bis zur Gemeindeauflösung war Dirk van der Borg (CDA) zunächst als kommissarischer, ab dem 4. September 2013 amtierender Bürgermeister im Amt. Zu seinem Kollegium zählen die Beigeordneten Piet Vat (SGP), Frank Meerkerk (CDA), Kees Boender (ChristenUnie), Paul Verschoor (PvdA) sowie der Gemeindesekretär Bas Nootenboom.

### Politische Gliederung
Die Gemeinde wurde in folgende Ortsteile aufgeteilt:
| Nr.      | Ort              | Einwohner |
| -------- | ---------------- | --------- |
| 00       | Nieuw-Lekkerland | 9.270     |
| 01       | Bleskensgraaf    | 2.910     |
| 02       | Brandwijk        | 1.305     |
| 03       | Goudriaan        | 920       |
| 04       | Molenaarsgraaf   | 1.140     |
| 05       | Ottoland         | 970       |
| 06       | Oud-Alblas       | 2.180     |
| 07       | Wijngaarden      | 685       |
| 08       | Groot-Ammers     | 4.220     |
| 09       | Langerak         | 1.715     |
| 10       | Nieuwpoort       | 1.435     |
| 11       | Streefkerk       | 2.480     |
| Gemeinde | Gemeinde         | 29.212    |

1. ↑  Bezirksnummer
2. ↑  (Stand: 1. Januar 2017)

## Söhne und Töchter der Gemeinde
- Gerard Marius Kam (1836–1922), geboren in Oud-Alblas, Unternehmer, Kommunalpolitiker, Heimatforscher und Sammler, sowie Gründer des nach ihm benannten vormaligen Rijksmuseums Museum Kam in Nijmegen